# Michael Doohan
Pour les articles homonymes, voir Doohan.
Michael « Mick » Doohan, né le 4 juin 1965 à Brisbane (Australie, État du Queensland), est un ancien pilote de vitesse moto australien, quintuple champion du monde 500 cm3. 

## Biographie

### Carrière
Doohan débute en Grand Prix lors de la saison 1989 chez Honda dans le championnat 500 cm3. Il remporte ses premiers succès jusqu'à l'année 1992 où il subit un accident grave à Assen. Il possède alors 65 points d'avance au championnat mais des blessures à sa jambe droite — il a un temps risqué l'amputation — l'empêchent de courir pendant huit semaines. Malgré son retour pour les deux dernières courses, il ne peut empêcher Wayne Rainey de remporter son troisième titre consécutif.
Après une nouvelle saison pour revenir au sommet, l'Australien devient champion du monde 500 cm³ en 1994. Il remporte ensuite quatre nouveaux titres consécutifs, avec comme principal exploit la saison 1997 où il gagne 12 des 15 courses inscrites au championnat, dont 10 consécutives entre le Grand Prix d'Italie et le Grand Prix de Catalogne, et monte 14 fois sur le podium. Ce record de victoires en une saison a tenu dix-sept ans avant d'être battu par Marc Marquez en 2014.
En mai 1999, Doohan est victime d'un grave accident lors des essais du Grand Prix d'Espagne, où il se brise la jambe et le bras. Il doit alors observer une convalescence de plusieurs mois pour subir trois opérations, l'obligeant à déclarer forfait pour le reste de la saison. Le 10 décembre 1999, l'Australien annonce son retrait de la compétition, estimant que l'état de son corps ne lui permet plus de courir en 500 cm3 (Certains de ses nerfs se sont abîmés au cours de l'accident, avec pour conséquence une perte de force et de motricité dans son bras gauche). Il termine sur une dix-septième place finale.
Après avoir raccroché le cuir, il devient conseiller au HRC, et plus particulièrement auprès de Valentino Rossi, qu'il considère comme le nouveau maître de la discipline.
Doohan a remporté à 5 reprises la couronne mondiale, devenant une légende des Grand Prix moto des années 90.

### Vie privée
Michael Doohan est le père du pilote automobile Jack Doohan, titularisé chez Alpine F1 Team en 2025.

## Palmarès
Champion du monde 500 cm3 en 1994, 1995, 1996, 1997 et 1998

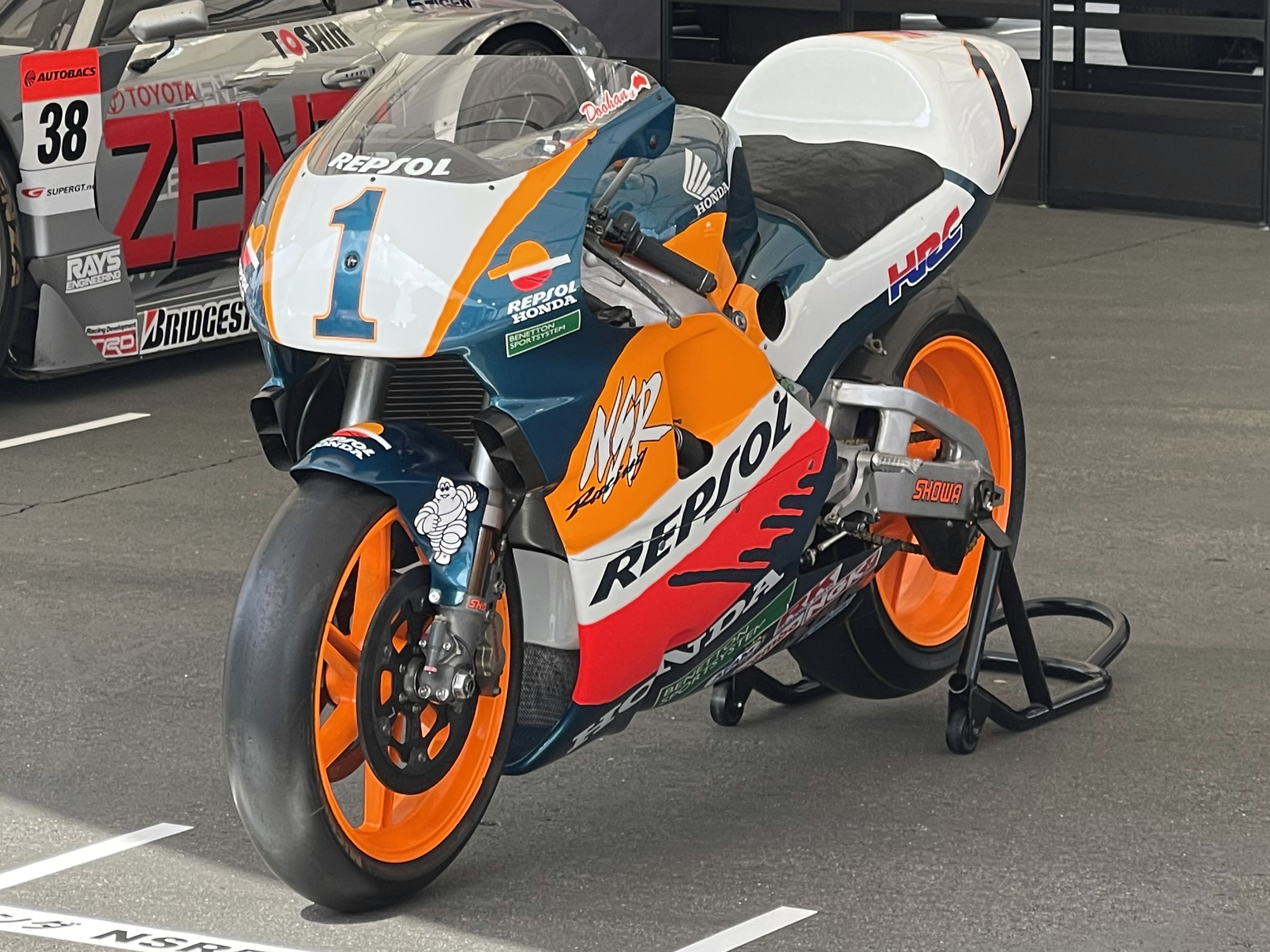
Honda NSR500 de Doohan en 1997

- 54 victoires en Grand Prix 500 cm3 (pour 137 Grands Prix disputés)
- 95 podiums en 500 cm3
- 58 pole positions en 500 cm3

### Résultats détaillés

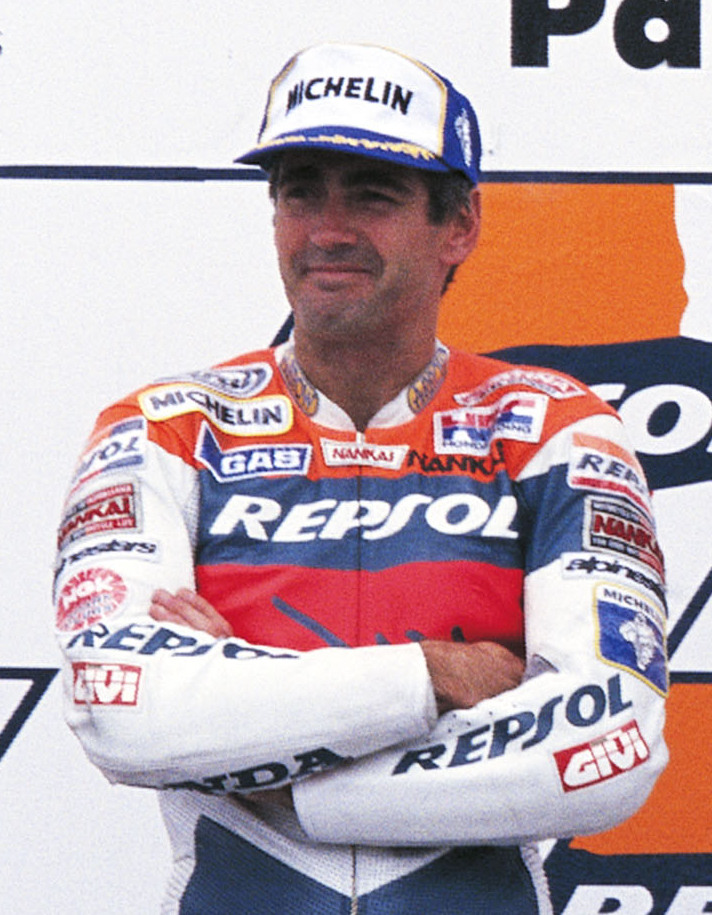
Lors du championnat du monde 1998.

| Sais | Cat     | Moto  | 1       | 2     | 3       | 4       | 5       | 6       | 7     | 8       | 9       | 10      | 11      | 12     | 13      | 14      | 15      | 16  | Clas | Pts |
| ---- | ------- | ----- | ------- | ----- | ------- | ------- | ------- | ------- | ----- | ------- | ------- | ------- | ------- | ------ | ------- | ------- | ------- | --- | ---- | --- |
| 1989 | 500 cm3 | Honda | JAP Ab. | AUS 8 | USA 8   | ESP Ab. | NAT Ab. | ALL 3   | AUT 8 | YOU 6   | P-B 9   | BEL 8   | FRA 8   | GBR    | SUE     | TCH     | BRE 4   |     | 9e   | 81  |
| 1990 | 500 cm3 | Honda | JAP Ab. | USA 2 | ESP 4   | NAT 3   | ALL Ab. | AUT 3   | YOU 4 | P-B 4   | BEL 6   | FRA 4   | GBR 4   | SUE 4  | TCH 9   | HON 1   | AUS 2   |     | 3e   | 179 |
| 1991 | 500 cm3 | Honda | JAP 2   | AUS 2 | USA 2   | ESP 1   | ITA 1   | ALL 3   | AUT 1 | EUR 2   | P-B Ab. | FRA 2   | GBR 3   | RSM 3  | TCH 2   | VDM 2   | MAL 3   |     | 2e   | 224 |
| 1992 | 500 cm3 | Honda | JAP 1   | AUS 1 | MAL 1   | ESP 1   | ITA 2   | EUR 2   | ALL 1 | P-B DNS | USA INJ | FRA INJ | GBR INJ | BRE 12 | RSA 6   |         |         |     | 2e   | 136 |
| 1993 | 500 cm3 | Honda | AUS Ab. | MAL 4 | JAP 7   | AUT 4   | ESP 2   | ALL Ab. | P-B 2 | EUR 2   | RSM 1   | GBR Ab. | RTC 3   | ITA 2  | USA Ab. | FIM INJ |         |     | 4e   | 156 |
| 1994 | 500 cm3 | Honda | AUS 3   | MAL 1 | JAP 2   | ESP 1   | AUT 1   | ALL 1   | P-B 1 | ITA 1   | FRA 1   | GBR 2   | RTC 1   | USA 3  | ARG 1   | EUR 2   |         |     | 1re  | 317 |
| 1995 | 500 cm3 | Honda | AUS 1   | MAL 1 | JAP 2   | ESP Ab. | ALL Ab. | ITA 1   | P-B 1 | FRA 1   | GBR 1   | RTC 2   | RIO 2   | ARG 1  | EUR 4   |         |         |     | 1re  | 248 |
| 1996 | 500 cm3 | Honda | MAL 5   | IND 1 | JPN 6   | SPA 1   | ITA 1   | FRA 1   | NED 1 | GER 2   | GBR 1   | AUT 2   | CZE 2   | IMO 1  | CAT 2   | RIO 1   | AUS 8   |     | 1re  | 309 |
| 1997 | 500 cm3 | Honda | MAL 1   | JPN 1 | SPA 2   | ITA 1   | AUT 1   | FRA 1   | NED 1 | IMO 1   | GER 1   | RIO 1   | GBR 1   | CZE 1  | CAT 1   | IND 2   | AUS Ab. |     | 1re  | 340 |
| 1998 | 500 cm3 | Honda | JPN Ab. | MAL 1 | SPA 2   | ITA 1   | FRA 2   | MAD Ab. | NED 1 | GBR 2   | GER 1   | CZE Ab. | IMO 1   | CAT 1  | AUS 1   | ARG 1   |         |     | 1re  | 260 |
| 1999 | 500 cm3 | Honda | MAL 4   | JPN 2 | SPA DNS | FRA     | ITA     | CAT     | NED   | GBR     | GER     | CZE     | IMO     | VAL    | AUS     | RSA     | RIO     | ARG | 17e  | 33  |

### Victoires en500cm3: 54
|    | S.   | Date          | Lieu du Grand Prix                    | Circuit                       | Ville                |
| 1  | 1990 | 2 septembre   | Grand Prix moto de Hongrie            | Hungaroring                   | Budapest             |
| 2  | 1991 | 12 mai        | Grand Prix moto d'Espagne             | Circuit Permanent de Jerez    | Jerez de la Frontera |
| 3  | 1991 | 19 mai        | Grand Prix moto d'Italie              | Misano World Circuit          | Misano Adriatico     |
| 4  | 1991 | 9 juin        | Grand Prix moto d'Autriche            | Salzburgring                  | Salzbourg            |
| 5  | 1992 | 29 mars       | Grand Prix moto du Japon              | Circuit de Suzuka             | Suzuka               |
| 6  | 1992 | 12 avril      | Grand Prix moto d'Australie           | Eastern Creek                 | Sydney               |
| 7  | 1992 | 19 avril      | Grand Prix moto de Malaisie           | Circuit de Shah Alam          | Shah Alam            |
| 8  | 1992 | 10 mai        | Grand Prix moto d'Espagne             | Circuit Permanent de Jerez    | Jerez de la Frontera |
| 9  | 1992 | 14 juin       | Grand Prix moto d'Allemagne           | Circuit d'Hockenheim          | Hockenheim           |
| 10 | 1993 | 18 juillet    | Grand Prix moto de Saint-Marin        | Circuit du Mugello            | Mugello              |
| 11 | 1994 | 10 avril      | Grand Prix moto de Malaisie           | Circuit de Shah Alam          | Shah Alam            |
| 12 | 1994 | 8 mai         | Grand Prix moto d'Espagne             | Circuit Permanent de Jerez    | Jerez de la Frontera |
| 13 | 1994 | 22 mai        | Grand Prix moto d'Autriche            | Salzburgring                  | Salzbourg            |
| 14 | 1994 | 12 juin       | Grand Prix moto d'Allemagne           | Circuit d'Hockenheim          | Hockenheim           |
| 15 | 1994 | 25 juin       | Grand Prix moto des Pays-Bas          | TT Circuit Assen              | Assen                |
| 16 | 1994 | 3 juillet     | Grand Prix moto d'Italie              | Circuit du Mugello            | Mugello              |
| 17 | 1994 | 17 juillet    | Grand Prix moto de France             | Circuit Bugatti               | Le Mans              |
| 18 | 1994 | 21 août       | Grand Prix moto de République tchèque | Circuit de Masaryk            | Brno                 |
| 19 | 1994 | 25 septembre  | Grand Prix moto d'Argentine           | Circuit Oscar Alfredo Galvez  | Buenos Aires         |
| 20 | 1995 | 26 mars       | Grand Prix moto d'Australie           | Eastern Creek                 | Sydney               |
| 21 | 1995 | 2 avril       | Grand Prix moto de Malaisie           | Circuit de Shah Alam          | Shah Alam            |
| 22 | 1995 | 11 juin       | Grand Prix moto d'Italie              | Circuit du Mugello            | Mugello              |
| 23 | 1995 | 24 juin       | Grand Prix moto des Pays-Bas          | TT Circuit Assen              | Assen                |
| 24 | 1995 | 9 juillet     | Grand Prix moto de France             | Circuit Bugatti               | Le Mans              |
| 25 | 1995 | 23 juillet    | Grand Prix moto de Grande-Bretagne    | Donington Park                | Donington            |
| 26 | 1995 | 24 septembre  | Grand Prix moto d'Argentine           | Circuit Oscar Alfredo Galvez  | Buenos Aires         |
| 27 | 1996 | 7 avril       | Grand Prix moto d'Indonésie           | Circuit de Sentul             | Bogor                |
| 28 | 1996 | 12 mai        | Grand Prix moto d'Espagne             | Circuit Permanent de Jerez    | Jerez de la Frontera |
| 29 | 1996 | 26 mai        | Grand Prix moto d'Italie              | Circuit du Mugello            | Mugello              |
| 30 | 1996 | 9 juin        | Grand Prix moto de France             | Circuit Paul-Ricard           | Le Castellet         |
| 31 | 1996 | 29 juin       | Grand Prix moto des Pays-Bas          | TT Circuit Assen              | Assen                |
| 32 | 1996 | 21 juillet    | Grand Prix moto de Grande-Bretagne    | Donington Park                | Donington            |
| 33 | 1996 | 1er septembre | Grand Prix moto d'Imola               | Autodromo Enzo e Dino Ferrari | Imola                |
| 34 | 1996 | 6 octobre     | Grand Prix moto du Brésil             | Circuit Jacarepagua           | Rio de Janeiro       |
| 35 | 1997 | 13 avril      | Grand Prix moto de Malaisie           | Circuit de Shah Alam          | Shah Alam            |
| 36 | 1997 | 20 avril      | Grand Prix moto du Japon              | Circuit de Suzuka             | Suzuka               |
| 37 | 1997 | 18 mai        | Grand Prix moto d'Italie              | Circuit du Mugello            | Mugello              |
| 38 | 1997 | 1er juin      | Grand Prix moto d'Autriche            | Österreichring                | Zeltweg              |
| 39 | 1997 | 8 juin        | Grand Prix moto de France             | Circuit Paul-Ricard           | Le Castellet         |
| 40 | 1997 | 28 juin       | Grand Prix moto des Pays-Bas          | TT Circuit Assen              | Assen                |
| 41 | 1997 | 6 juillet     | Grand Prix moto d'Imola               | Autodromo Enzo e Dino Ferrari | Imola                |
| 42 | 1997 | 20 juillet    | Grand Prix moto d'Allemagne           | Nürburgring                   | Eifel                |
| 43 | 1997 | 3 août        | Grand Prix moto du Brésil             | Circuit Jacarepagua           | Rio de Janeiro       |
| 44 | 1997 | 17 août       | Grand Prix moto de Grande-Bretagne    | Donington Park                | Donington            |
| 45 | 1997 | 31 août       | Grand Prix moto de République tchèque | Circuit de Masaryk            | Brno                 |
| 46 | 1997 | 14 septembre  | Grand Prix moto de Catalogne          | Circuit de Catalogne          | Barcelone            |
| 47 | 1998 | 19 avril      | Grand Prix moto de Malaisie           | Circuit de Johor              | Johor Bahru          |
| 48 | 1998 | 17 mai        | Grand Prix moto d'Italie              | Circuit du Mugello            | Mugello              |
| 49 | 1998 | 27 juin       | Grand Prix moto des Pays-Bas          | TT Circuit Assen              | Assen                |
| 50 | 1998 | 19 juillet    | Grand Prix moto d'Allemagne           | Sachsenring                   | Chemnitz             |
| 51 | 1998 | 6 septembre   | Grand Prix moto d'Imola               | Autodromo Enzo e Dino Ferrari | Imola                |
| 52 | 1998 | 20 septembre  | Grand Prix moto de Catalogne          | Circuit de Catalogne          | Barcelone            |
| 53 | 1998 | 4 octobre     | Grand Prix moto d'Australie           | Circuit de Phillip Island     | Cowes                |
| 54 | 1998 | 25 octobre    | Grand Prix moto d'Argentine           | Circuit Oscar Alfredo Galvez  | Buenos Aires         |